# Liste der Bodendenkmale in Sallgast
In der Liste der Bodendenkmale in Sallgast sind alle Bodendenkmale der brandenburgischen Gemeinde Sallgast und ihrer Ortsteile aufgelistet. Grundlage ist die Veröffentlichung der Landesdenkmalliste mit dem Stand vom 31. Dezember 2021. Die Baudenkmale sind in der Liste der Baudenkmale in Sallgast aufgeführt.
|    | Gemarkung       | Flur | Kurzansprache | Bodendenkmalnummer | Bemerkung | Bild |
| -- | --------------- | ---- | --- | ------------------ | --------- | ---- |
| 1  | Göllnitz (Lage) | 6    | Gräberfeld Bronzezeit | 20038              |           |      |
| 2  | Göllnitz (Lage) | 4    | Siedlung Bronzezeit | 20039              |           |      |
| 3  | Göllnitz (Lage) | 4    | Dorfkern deutsches Mittelalter, Dorfkern Neuzeit, Kirche deutsches Mittelalter, Kirche Neuzeit, Friedhof deutsches Mittelalter, Friedhof Neuzeit, Turmhügel deutsches Mittelalter, Turmhügel Neuzeit | 20041              |           |      |
| 4  | Göllnitz (Lage) | 1, 2 | Siedlung Bronzezeit | 20043              |           |      |
| 5  | Göllnitz (Lage) | 4, 5 | Rast- und Werkplatz Steinzeit, Siedlung Urgeschichte | 20045              |           |      |
| 6  | Göllnitz (Lage) | 6    | Landwehr Neuzeit, Landwehr deutsches Mittelalter | 20076              |           |      |
| 7  | Göllnitz (Lage) | 1    | Siedlung Bronzezeit | 20077              |           |      |
| 8  | Göllnitz (Lage) | 4    | Siedlung Bronzezeit | 20153              |           |      |
| 9  | Göllnitz (Lage) | 3, 4 | Siedlung römische Kaiserzeit, Siedlung Bronzezeit | 20215              |           |      |
| 10 | Göllnitz (Lage) | 6    | Siedlung Bronzezeit | 20254              |           |      |
| 11 | Göllnitz (Lage) | 4    | Siedlung Bronzezeit | 20255              |           |      |
| 12 | Göllnitz (Lage) | 4    | Befestigung deutsches Mittelalter, Befestigung Neuzeit | 20423              |           |      |
| 13 | Sallgast (Lage) | 4    | Schloss Neuzeit, Burg deutsches Mittelalter | 20308              |           |      |
| 14 | Sallgast (Lage) | 9    | Siedlung Bronzezeit, Siedlung Eisenzeit | 20716              |           |      |